# Двори над Житавоу
Двори над Житавоу (на словашки: Dvory nad Žitavou) е село в Нитрански край, югозападна Словакия. Населението му е около 5 150 души (2013).
Разположено е на 120 m надморска височина в Среднодунавската низина, на 7 km източно от окръжния център Нове Замки и на 28 km северно от река Дунав и границата с Унгария. Селището се споменава за пръв път през 1075 година, когато е в границите на Унгария. През 1919 – 1938 и 1945 – 1993 година е част от Чехословакия, а след това – от независима Словакия. По-голямата част от жителите на селото са етнически унгарци.
Населението му е 5084 жители (по приблизителна оценка от декември 2017 г.).